# Cary Challenger 2021 - Doppio
Tejmuraz Gabašvili e Dennis Novikov erano i campioni in carica, ma solo Novikov ha scelto di partecipare giocando in coppia con Christian Harrison.

## Teste di serie
1. Christian Harrison /  Dennis Novikov
2. Christopher Eubanks /  Ruan Roelofse (quarti di finale)

1. Mitchell Krueger /  Brayden Schnur (quarti di finale, ritirati)
2. Roberto Cid Subervi /  Roberto Quiroz (First round)

## Wildcard
1. Aleksandar Kovacevic /  Ben Shelton (semifinale)

1. Sean Scully /  Andrew Zhang (quarti di finale)

## Tabellone

### Legenda
| - Q = Qualificato - WC = Wild card - LL = Lucky loser | - ALT = Alternate - SE = Special Exempt - PR = Protected Ranking | - w/o = Walkover - r = Ritirato - d = Squalificato |

|  | Primo turno                 | Primo turno                 | Primo turno                 | Primo turno                 | Primo turno |  |  | Quarti di finale | Quarti di finale            | Quarti di finale            | Quarti di finale            | Quarti di finale     |   |      | Semifinali | Semifinali                        | Semifinali                        | Semifinali                             | Semifinali                             |   |   | Finale | Finale | Finale | Finale | Finale |  |
|  |                             |                             |                             |                             |             |  |  |                  |                             |                             |                             |                      |   |      |            |                                   |                                   |                                        |                                        |   |   |        |        |        |        |        |  |
|  |                             |                             |                             |                             |             |  |  |                  |                             |                             |                             |                      |   |      |            |                                   |                                   |                                        |                                        |   |   |        |        |        |        |        |  |
|  |                             |                             |                             |                             |             |  |  | 1                | C Harrison D Novikov        | C Harrison D Novikov        | 6                           | 7                    |   |      |            |                                   |                                   |                                        |                                        |   |   |        |        |        |        |        |  |
|  | U Blanch S Riffice          | U Blanch S Riffice          | U Blanch S Riffice          | 6                           | 7           |  |  |                  | U Blanch S Riffice          | U Blanch S Riffice          | 3                           | 5                    |   |      |            |                                   |                                   |                                        |                                        |   |   |        |        |        |        |        |  |
|  | B Arias G Villanueva        | B Arias G Villanueva        | B Arias G Villanueva        | 1                           | 5           |  |  |                  |                             |                             |                             |                      |   |      | 1          | C Harrison D Novikov              | C Harrison D Novikov              | 7                                      | 6                                      |   |   |        |        |        |        |        |  |
|  |                             |                             |                             |                             |             |  |  |                  |                             |                             | L Lacko R Ramanathan        | L Lacko R Ramanathan | 5 | 3    |            |                                   |                                   |                                        |                                        |   |   |        |        |        |        |        |  |
|  |                             |                             |                             |                             |             |  |  | 3                | M Krueger B Schnur          | M Krueger B Schnur          | M Krueger B Schnur          |                      |   |      |            |                                   |                                   |                                        |                                        |   |   |        |        |        |        |        |  |
|  | W Blumberg R Harrison       | W Blumberg R Harrison       | W Blumberg R Harrison       | W Blumberg R Harrison       |             |  |  |                  | L Lacko R Ramanathan        | L Lacko R Ramanathan        | L Lacko R Ramanathan        | w/o                  |   |      |            |                                   |                                   |                                        |                                        |   |   |        |        |        |        |        |  |
|  | L Lacko R Ramanathan        | L Lacko R Ramanathan        | L Lacko R Ramanathan        | L Lacko R Ramanathan        | w/o         |  |  |                  |                             |                             |                             |                      |   |      | 1          | Christian Harrison Dennis Novikov | Christian Harrison Dennis Novikov | 6                                      | 6                                      |   |   |        |        |        |        |        |  |
|  |                             | T Itō Shuichi Sekiguchi     | T Itō Shuichi Sekiguchi     | T Itō Shuichi Sekiguchi     |             |  |  |                  |                             |                             |                             |                      |   |      |            |                                   |                                   | Petros Chrysochos Michail Pervolarakis | Petros Chrysochos Michail Pervolarakis | 3 | 3 |        |        |        |        |        |  |
|  | WC                          | S Scully A Zhang            | S Scully A Zhang            | S Scully A Zhang            | w/o         |  |  | WC               | S Scully A Zhang            | S Scully A Zhang            | 4                           | 2                    |   |      |            |                                   |                                   |                                        |                                        |   |   |        |        |        |        |        |  |
|  | WC                          | A Kovacevic B Shelton       | 6                           | 65                          | [10]        |  |  | WC               | A Kovacevic B Shelton       | A Kovacevic B Shelton       | 6                           | 6                    |   |      |            |                                   |                                   |                                        |                                        |   |   |        |        |        |        |        |  |
|  | 4                           | R Cid Subervi R Quiroz      | 1                           | 7                           | [8]         |  |  |                  |                             |                             |                             |                      |   |      | WC         | A Kovacevic B Shelton             | 4                                 | 6                                      | [3]                                    |   |   |        |        |        |        |        |  |
|  | A McHugh J Ward             | A McHugh J Ward             | A McHugh J Ward             | A McHugh J Ward             |             |  |  |                  |                             |                             | P Chrysochos M Pervolarakis | 6                    | 1 | [10] |            |                                   |                                   |                                        |                                        |   |   |        |        |        |        |        |  |
|  | P Chrysochos M Pervolarakis | P Chrysochos M Pervolarakis | P Chrysochos M Pervolarakis | P Chrysochos M Pervolarakis | w/o         |  |  |                  | P Chrysochos M Pervolarakis | P Chrysochos M Pervolarakis | 6                           | 6                    |   |      |            |                                   |                                   |                                        |                                        |   |   |        |        |        |        |        |  |
|  |                             |                             |                             |                             |             |  |  | 2                | C Eubanks R Roelofse        | C Eubanks R Roelofse        | 4                           | 4                    |   |      |            |                                   |                                   |                                        |                                        |   |   |        |        |        |        |        |  |
|  |                             |                             |                             |                             |             |  |  |                  |                             |                             |                             |                      |   |      |            |                                   |                                   |                                        |                                        |   |   |        |        |        |        |        |  |